# Леткинское сельское поселение
Ле́ткинское се́льское поселе́ние — упразднённое муниципальное образование в Старошайговском районе Мордовии Российской Федерации.
Административный центр — село Летки.

## История
Образовано в 2005 году в границах сельсовета.
Упразднено законом от 24 апреля 2019 года, а входившие в  его состав населённые пункты были включены в Старошайговское сельское поселение (сельсовет).

## Население
| 2002 | 2010 | 2012 | 2013 | 2014 | 2015 | 2016 |
| ---- | ---- | ---- | ---- | ---- | ---- | ---- |
| 426  | ↘376 | ↘363 | →363 | ↘351 | ↗362 | ↘357 |
| 2017 | 2018 | 2019 |      |      |      |      |
| ↗361 | ↘350 | ↘334 |      |      |      |      |

## Состав сельского поселения
| № | Населённый пункт | Тип населённого пункта | Население |
| - | ---------------- | ---------------------- | --------- |
| 1 | Клад             | посёлок                | ↘7        |
| 2 | Кувай            | посёлок                | ↘9        |
| 3 | Летки            | село                   | ↘360      |